# ロレンツォ・カレガリ
ロレンツォ・カレガリ（Lorenzo Callegari , 1998年2月27日 -)は、フランス・オー＝ド＝セーヌ県ムードン出身のプロサッカー選手。ポジションはMF。

## 来歴

### クラブ
パリ・サンジェルマンFCの下部組織出身。2016年11月30日、リーグ・アンのアンジェSCO戦で87分から途中出場しプロデビューを果たした。
2018年7月10日、セリエAのジェノアCFCにフリーで加入。8月24日、セリエCのテルナーナ・カルチョにレンタル移籍することが発表された。

### 代表
2015年10月、U-17代表の一員としてチリで開催された2015 FIFA U-17ワールドカップに参加した。
なお父親がピアチェンツァ県出身のイタリア人であるため、イタリア代表でプレーする権利も有している。